# Kali aluminat
Kali aluminat là một hợp chất vô cơ với công thức phân tử KAlO2, mà trong dung dịch tồn tại ở dạng K[Al(OH)4]. Nó được dùng như một thuốc nhuộm, thuốc cắn màu và như một xúc tác để tăng tốc sự thiết lập cấu trúc bê tông.

## Ứng dụng
Kali aluminat với axit sunfuric được dùng để sản xuất phèn chua theo phản ứng:
KAlO2 + 2 H2SO4 → KAl(SO4)2 + 2 H2O